# Columnea flaccida
Columnea flaccida är en tvåhjärtbladig växtart som beskrevs av Berthold Carl Seemann. Columnea flaccida ingår i släktet Columnea och familjen Gesneriaceae. Inga underarter finns listade i Catalogue of Life.